# Beit-Jala-Platz

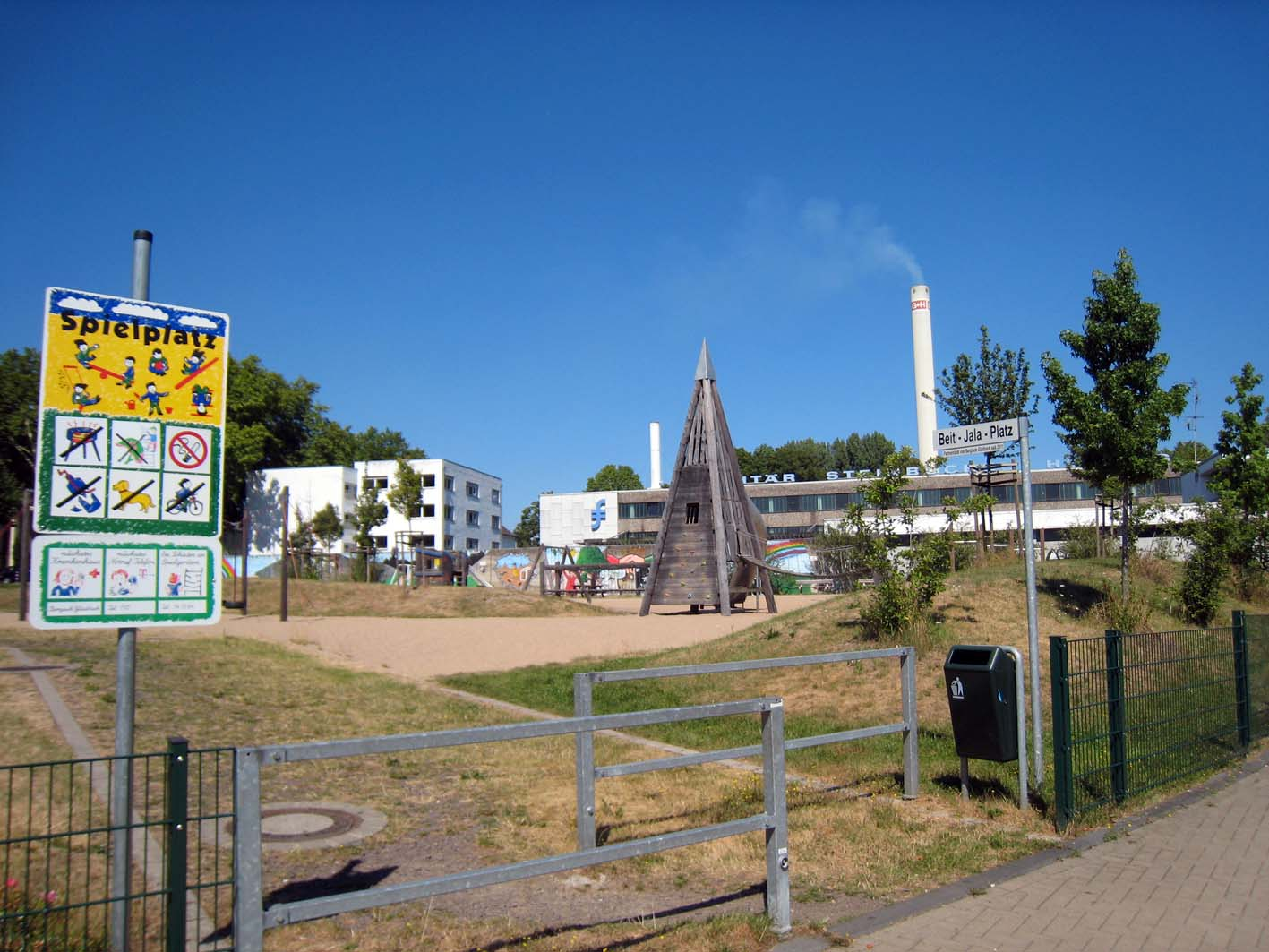
Spielplatz für Kinder in Stadtmitte

Der Beit-Jala-Platz ist ein Spielplatz für Kinder im Stadtteil Stadtmitte von Bergisch Gladbach im Rheinisch-Bergischen Kreis. Er liegt westlich von der Einmündung der Dechant-Müller-Straße in die Hauptstraße und reicht bis zur Tannenbergstraße.

## Geschichte
Beit Jala ist eine palästinensische Stadt im Bezirk Bethlehem. sie liegt ca. 1,8 km von Bethlehem und 10 km von Jerusalem entfernt. Die von Israel errichtete Trennmauer nimmt weites Land ein und beschränkt die Bewegungsfreiheit.
Bergisch Gladbach ist neben Köln und Jena eine der wenigen deutschen Städte, die mit einer palästinensischen Kommune eine Städtepartnerschaft pflegen. Die ersten Initiativen dazu gehen zurück auf die Gründung des Vereins „Städtepartnerschaft Bergisch Gladbach – Beit Jala e.V.“ im Jahr 2010 mit dem Ziel die Beziehungen der Bürgerinnen und Bürger und Organisationen beider Städte zu fördern. Der Verein wirbt unter dem Motto Brücken statt Mauern für Menschen in Palästina und Israel für ein friedliches Miteinander in der Region, was den Anstoß zur Gründung einer Städtepartnerschaft gab.
Nach Zustimmung der Räte der beiden Partnerstädte wurde die Städtepartnerschaftsurkunde im Jahr 2010 durch die Bürgermeister beider Städte beim Neujahrsempfang 2011 im Bensberger Rathaus unterzeichnet.
Um die Öffentlichkeit stärker an der neuen Partnerschaft zu beteiligen, überlegt man, einen festen Standort zu schaffen, der das zum Ausdruck bringt. Dabei entstand die Schaffung eines Spielplatzes, der am 12. September 2015 eingeweiht und in das Straßenverzeichnis eingetragen wurde.